# Oberonia ensiformis
Oberonia ensiformis là một loài thực vật có hoa trong họ Lan. Loài này được (Sm.) Lindl. mô tả khoa học đầu tiên năm 1859.